# Cercueil rishi

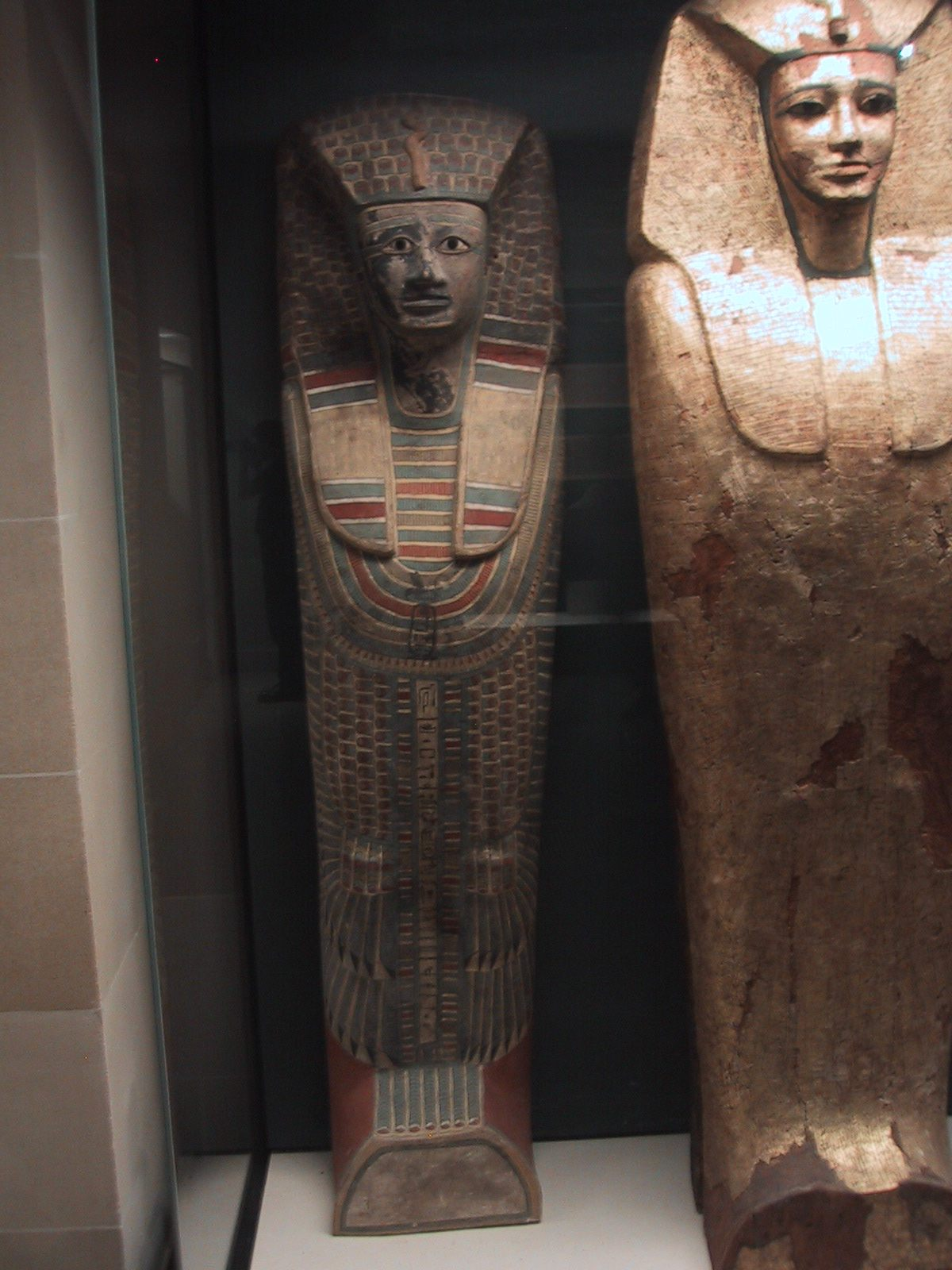
Cercueils Rishi de deux pharaons de la XVIIe dynastie, Sekhemrê-Herouhermaât Antef (à gauche) et Sekhemrê-Oupmaât Antef (à droite).

Un cercueil rishi est un cercueil funéraire orné d'un motif de plumes, qui était utilisé dans l'Égypte ancienne. Il est typique de la deuxième période intermédiaire égyptienne, vers 1650 à 1550 av. J.-C. Le nom vient de l'arabe ريشة (risha), qui signifie « plume ». 
Pendant l'Ancien Empire et le Moyen Empire, les cercueils étaient rectangulaires. Les premiers cercueils de forme anthropoïde (humaine) n'apparaissent qu'à la XIIe dynastie. Ces dessins ont copié des momies montrant une tête humaine et le corps sans bras ni jambes comme s'ils étaient enveloppés dans du lin. Les cercueils étaient toujours en plusieurs ensembles, le cercueil extérieur étant rectangulaire. Peut-être déjà à la XIIIe dynastie, ces cercueils anthropoïdes étaient entièrement décorés d'un motif de plumes et ne sont plus placés dans un cercueil extérieur rectangulaire. Ce sont les premiers cercueils rishi. Le premier exemple mentionné dans la littérature est le cercueil du scribe de la grande enceinte Néferhotep, datant de la XIIIe dynastie. Cependant, ce cercueil n'a été décrit que par celle qui l'a découverte et est maintenant perdu. Les premiers exemples connus et sûrs de cercueils rishi appartiennent aux rois de la XVIIe dynastie et ont été trouvés au XIXe siècle à Thèbes (Louxor). La personne représentée porte le plus souvent une coiffe de némès, le corps est couvert de plumes, il y a une inscription au milieu allant de haut en bas et sur la poitrine sont représentés un vautour et un cobra, deux symboles royaux. 
De la XVIIe dynastie sont également connus de nombreux cercueils rishi privés. Ce type de cercueil est encore attesté au début du Nouvel Empire, mais est ensuite remplacé par d'autres types de cercueils. 